# ハイメ・ヒメネス・メルロ
ハイメ（Jaime）ことハイメ・ヒメネス・メルロ（Jaime Jiménez Merlo, 1980年12月10日 - ）は、スペイン人の元サッカー選手。現役時代のポジションはGK。

## 経歴
2012年8月20日に行われ、1-0で勝利したレアル・サラゴサ戦でラ・リーガデビューを飾った。 2013-14シーズンにチームが2部に降格すると、2014年7月9日、新たに昇格してきたSDエイバルとの契約に合意した。